# Probe (Darbietung)

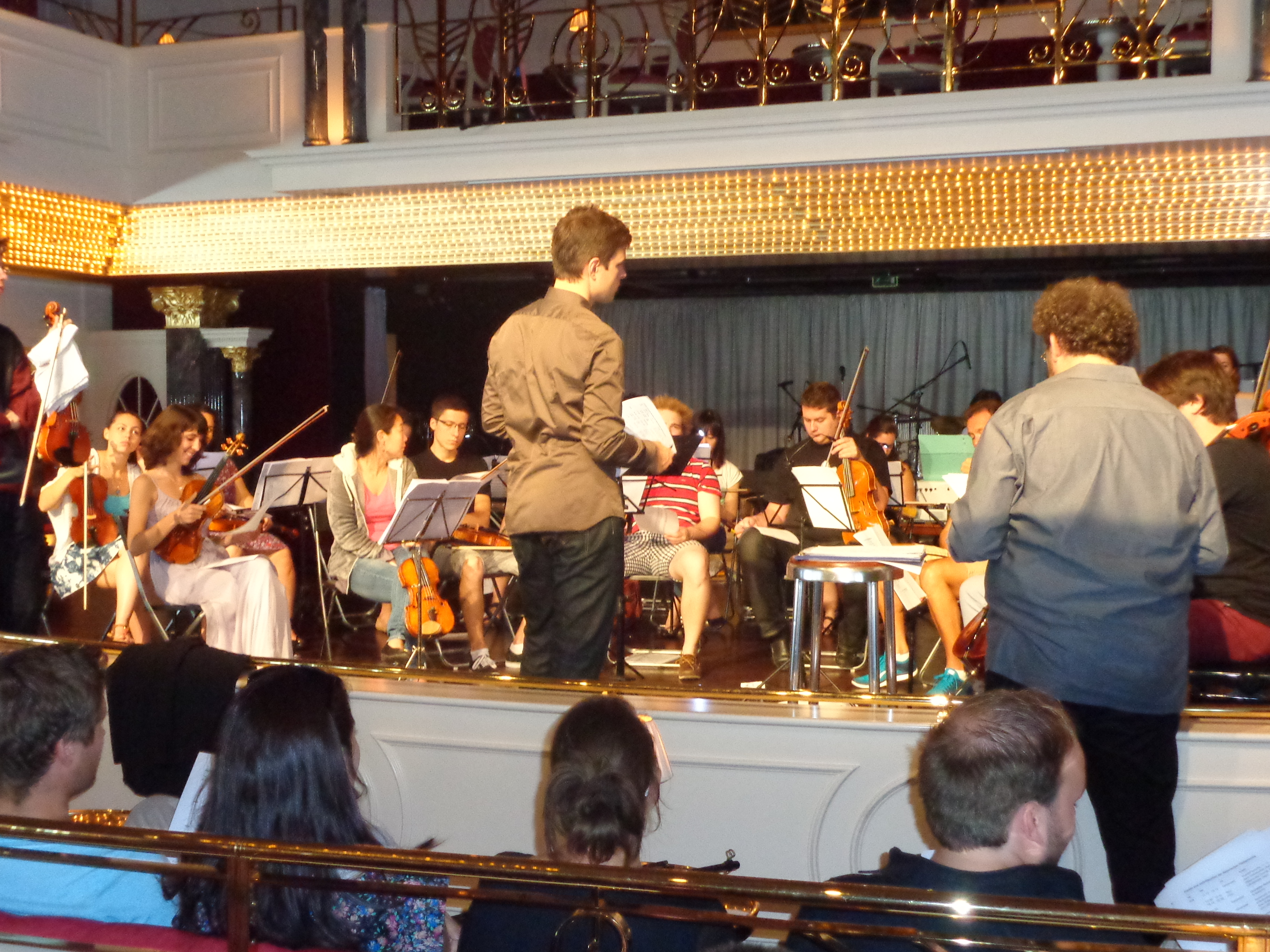
Orchesterprobe auf einem Kreuzfahrtschiff

Eine Probe ist die gemeinsame Übung eines Ablaufs vor einer Aufführung oder einer Filmproduktion. Neben den Künstlern proben auch die sonstigen Mitwirkenden wie die Mitarbeiter beim Film und die Bühnentechniker (z. B. Beleuchtungsmeister). Ziel ist die perfekte Darbietung eines Werkes.
Proben sollen eine gewisse Routine bringen und der Sicherheit bei der Vorführung sowie der Besprechung letzter Kritikpunkte dienen. Teilaspekte sind die Flüssigkeit der Ablaufes sowie das Testen von organisatorischen (Licht, Ton, Mechanik) oder technischen Konzepten (Bühnentechnik) jenseits der Projektphase.

## Proben am Theater

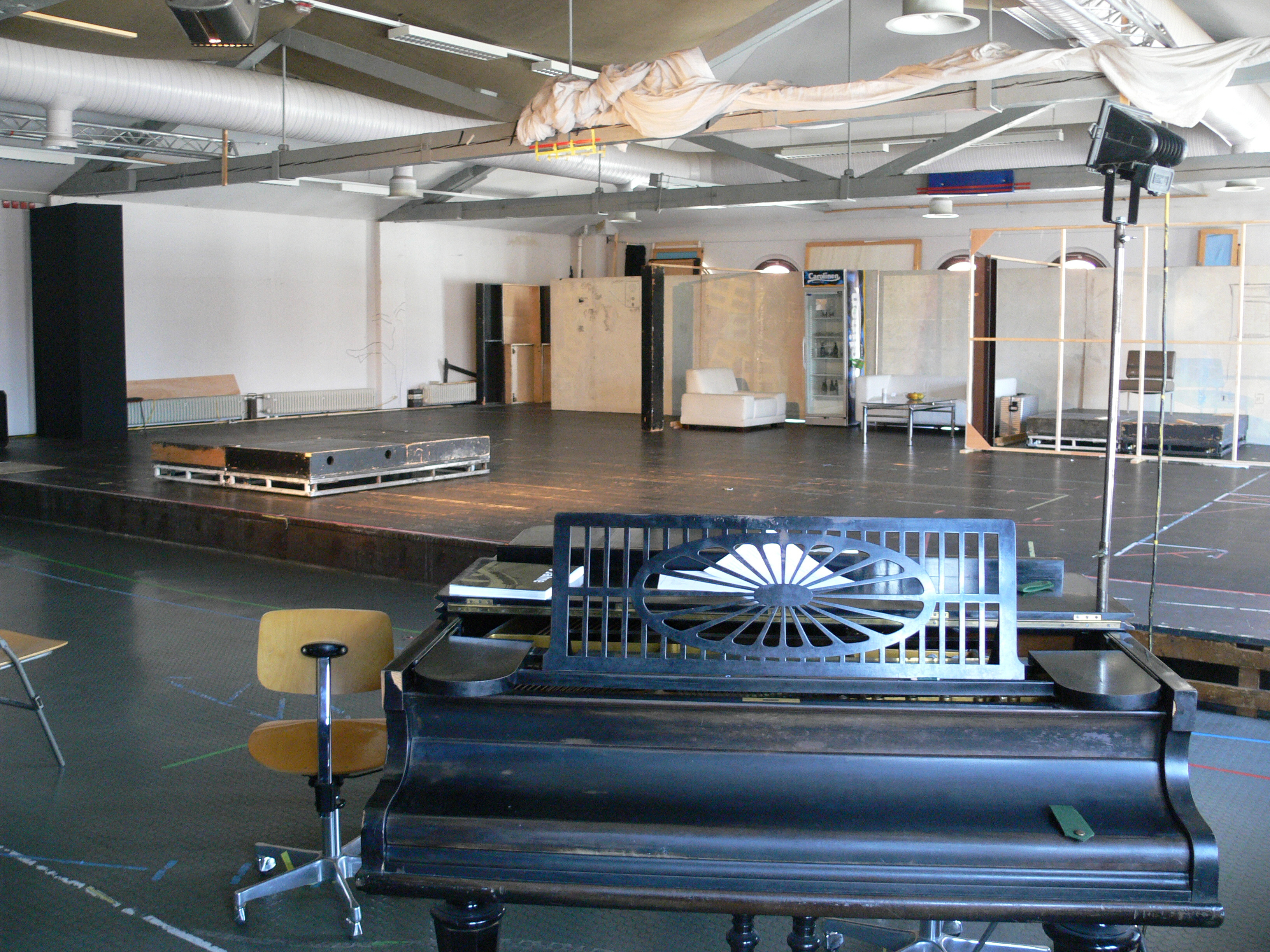
Probebühne im Theater Bielefeld mit markierter Dekoration

Reguläre Proben werden ohne oder in markierter (nur angedeuteter) Dekoration abgehalten, im Musiktheater meist mit Klavierbegleitung durch einen Korrepetitor.
Sitzproben finden nicht auf der Bühne statt (z. B. im Probenraum), Bühnenproben werden auch szenische Proben genannt. In der Endphase der Probenzeit liegen Proben in Form der Tuttiprobe (Probe mit Vollbesetzung) und die Generalprobe, die letzte Probe vor der tatsächlichen Darbietung. Spätestens bei der Generalprobe wird unter den schlussendlichen Bedingungen (Maske, Kostümierung, evtl. Musik, Souffleur, Kulissen usw.) mit möglichst wenigen Unterbrechungen geprobt. Nach der Probe folgt die Premiere. Größere Theater verfügen wegen zeitgleicher Belegung der Hauptbühne oft über eine kleinere Probebühne.

## Bandproben
Bandproben werden meist unter den Bandmitgliedern selbständig verabredet. Der Bandleader übernimmt die Funktion des Dirigenten und damit die musikalische Leitung.

## Chorproben
In einer Chorprobe, auch Singstunde oder Gesangsstunde, vermittelt der Chorleiter seine musikalische Interpretation eines Werkes und arbeitet mit den Chormitgliedern am Klangbild des Chores. Insbesondere bei Laienchören kann auch die gemeinsame Erarbeitung des Notentextes sowie Stimmbildung Teil der Probe sein.